# Antofagasta (região)
| II Região de Antofagasta                                   |                                              |
|                                                            |                                              |
| Brasão                                                     | Bandeira                                     |
| Localização no Chile                                       |                                              |
| Localização da Antofagasta (região)                        |                                              |
| Dados                                                      |                                              |
| Capital • População • Coordenadas                          | Antofagasta 285.255 (2002) 70°24′39″O        |
| Intendente • Províncias                                    | Arnaldo Gómez Tocopilla El Loa Antofagasta   |
| Superfície • Total • % nacional • % agua Fronteiras Costas | 2º posição 126.049,1 km² n/d                 |
| População • Total • Densidade                              | 9º posição 547.933 (est. 2006) 4,35 hab./km² |
| PIB (PPC) • Total • PIB per capita                         | US$ 12.656 milhões (7,44%) US$ 23.098        |
| Congressistas • Senado • Câmara dos Dep.                   | 4 senadores 2 deputados                      |
| Códigos telefônicos                                        | +56-55                                       |
| Código ISO                                                 | CL-AN                                        |
| Governo Regional de Antofagasta                            |                                              |

Antofagasta é uma das 16 regiões do Chile. Sua capital é a cidade de mesmo nome.
A Região de Antofagasta é banhada a oeste pelo Oceano Pacífico e faz divisa a leste com a Bolívia e com a Argentina, ao norte com a região de Tarapacá e ao sul com a região de Atacama.

## Divisão político-administrativa da Região de Antofagasta
A Região de Antofagasta, para efeitos de governo e administração interior, se divide em 3 províncias:
| Provícia    | Área em km² | População | Capital     |
| ----------- | ----------- | --------- | ----------- |
| Tocopilla   | 16 236,0    | 31 516    | Tocopilla   |
| El Loa      | 41 999,6    | 143 689   | Calama      |
| Antofagasta | 67 813,5    | 318 779   | Antofagasta |

Para fins de administração local, as províncias estão divididas em 9 comunas.
|             |             |                        |
| Província   | Capital     | Comuna                 |
| Antofagasta | Antofagasta | 1 Antofagasta          |
| Antofagasta | Antofagasta | 2 Mejillones           |
| Antofagasta | Antofagasta | 3 Sierra Gorda         |
| Antofagasta | Antofagasta | 4 Taltal               |
| El Loa      | Calama      | 5 Calama               |
| El Loa      | Calama      | 6 Ollagüe              |
| El Loa      | Calama      | 7 San Pedro de Atacama |
| Tocopilla   | Tocopilla   | 8 María Elena          |
| Tocopilla   | Tocopilla   | 9 Tocopilla            |